# Deportivo Sanarate
Club Asociación Deportivo Sanarate – gwatemalski klub piłkarski z siedzibą w mieście Sanarate, w departamencie El Progreso. Występuje w rozgrywkach Segunda División. Domowe mecze rozgrywa na obiekcie Estadio Municipal de Sanarate.

## Historia
Klub oficjalnie powstał w 1958 roku, choć lokalny zespół rozgrywał mecze już w latach 30. w ogólnokrajowej lidze amatorskiej. Zaraz potem, dzięki udanym wynikom osiąganym w epoce amatorskiej, został zaproszony przez Gwatemalski Związek Piłki Nożnej do udziału w gwatemalskiej Liga Nacional, w której występował w latach 1959–1962 i 1965–1966. Następnie spadł do drugiej ligi gwatemalskiej, gdzie występował przez nieprzerwane i rekordowe 25 lat, aż do 1990 roku i reformy rozgrywek.
Następny pobyt Sanarate w drugiej lidze miał miejsce w latach 1998–2009. W 2009 roku spadł do trzeciej ligi, by w 2015 roku powrócić do drugiej i grać w niej w latach 2015–2017. W 2017 roku po 51 latach przerwy powrócił do najwyższej klasy rozgrywkowej, pokonując w meczu barażowym Iztapę (0:0, 4:3 po karnych). W kolejnych latach klub zmagał się z niewypłacalnością i problemami finansowymi – w maju 2020 został ukarany przez FIFA zakazem transferowym na kolejne trzy okienka ze względu na zaległości wobec jednego z byłych piłkarzy. Ogółem w Liga Nacional grał w latach 2017–2021, po czym znów spadł do drugiej ligi. W 2023 roku zanotował natomiast relegację na trzeci poziom rozgrywkowy.

## Trenerzy
- Bartolo Márquez (1960)[1]
- Henry Barrientos (1998)[6]
- Ariel Sena (2006–2008)[7]
- Henry Barrientos (2015)[6]
- Héctor Julián Trujillo (2017)[8]
- Gilberto Cifuentes (2017)
- Horacio Cordero (2017)[8]
- Pablo Centrone (2018)[9]
- Erwin Pérez (2018)
- Héctor Julián Trujillo (2018–2019)[10]
- Ariel Sena (2019)[7]
- Rafael Díaz (2019)[11]
- Víctor Gómez (2020)[12]
- Gabriel Castillo (2020)[13]
- Matías Tatangelo (2021)[14]
- Irvin Olivares (2021)
- Jorge Sumich (2021)